# Cratete di Tebe
Cratete di Tebe (in greco antico: Κράτης?, Kràtēs; 365 a.C. circa – 285 a.C. circa) è stato un filosofo greco antico della scuola cinica (è infatti anche conosciuto come Cratete il Cinico).

## Biografia
Originario di Tebe, fu allievo di Diogene di Sinope e maestro di Zenone di Cizio. 
Si dice che avesse perso la sua fortuna durante l'invasione macedone, ma secondo una versione più probabile la sacrificò, in accordo con i suoi principi, ordinando all'amministratore a cui l'aveva affidata di darla ai suoi figli se si fossero dimostrati degli stolti, ai poveri se i suoi figli si fossero dimostrati filosofi.
La sua abitudine di entrare nelle case senza invito, per dispensare i suoi insegnamenti, gli fece guadagnare il soprannome di "Apriporta". Il suo matrimonio con Ipparchia, figlia di una ricca famiglia trace, fu, invece, curiosamente in contrasto con il suo tipo di vitaː attratta dalla nobiltà del suo carattere, sprezzante della sua bruttezza e della sua povertà, ella, infatti, volle diventare sua moglie nonostante gli ordini del padre. 
La data della sua morte non è nota, ma visse nel IV secolo a.C.

## Opere
I suoi scritti non furono molti. Secondo Diogene Laerzio, fu autore di lettere di materia filosofica, anche se quelle giunte fino a noi sotto il suo nome non sono originali, ma lavoro di retori più tardi. Diogene Laerzio gli attribuisce anche una breve poesia, La Bisaccia, probabilmente una parodia e numerose tragedie filosofiche. 
L'importanza di Cratete sta nel fatto che funse da collegamento tra il Cinismo e lo Stoicismo, poiché Zenone di Cizio fu suo allievo. Dal poco che ci resta dei suoi scritti, in effetti, appare come un pensatore di tipo essenzialmente etico, secondo il quale la vita ideale è data dal raggiungimento della virtù e dalla divulgazione dell'autocontrollo ascetico.